# Metacaligus yucatanensis
Metacaligus yucatanensis is een eenoogkreeftjessoort uit de familie van de Caligidae. De wetenschappelijke naam van de soort is voor het eerst geldig gepubliceerd in 2012 door Suárez-Morales, Kim & Escamilla.